# حملة عسكرية

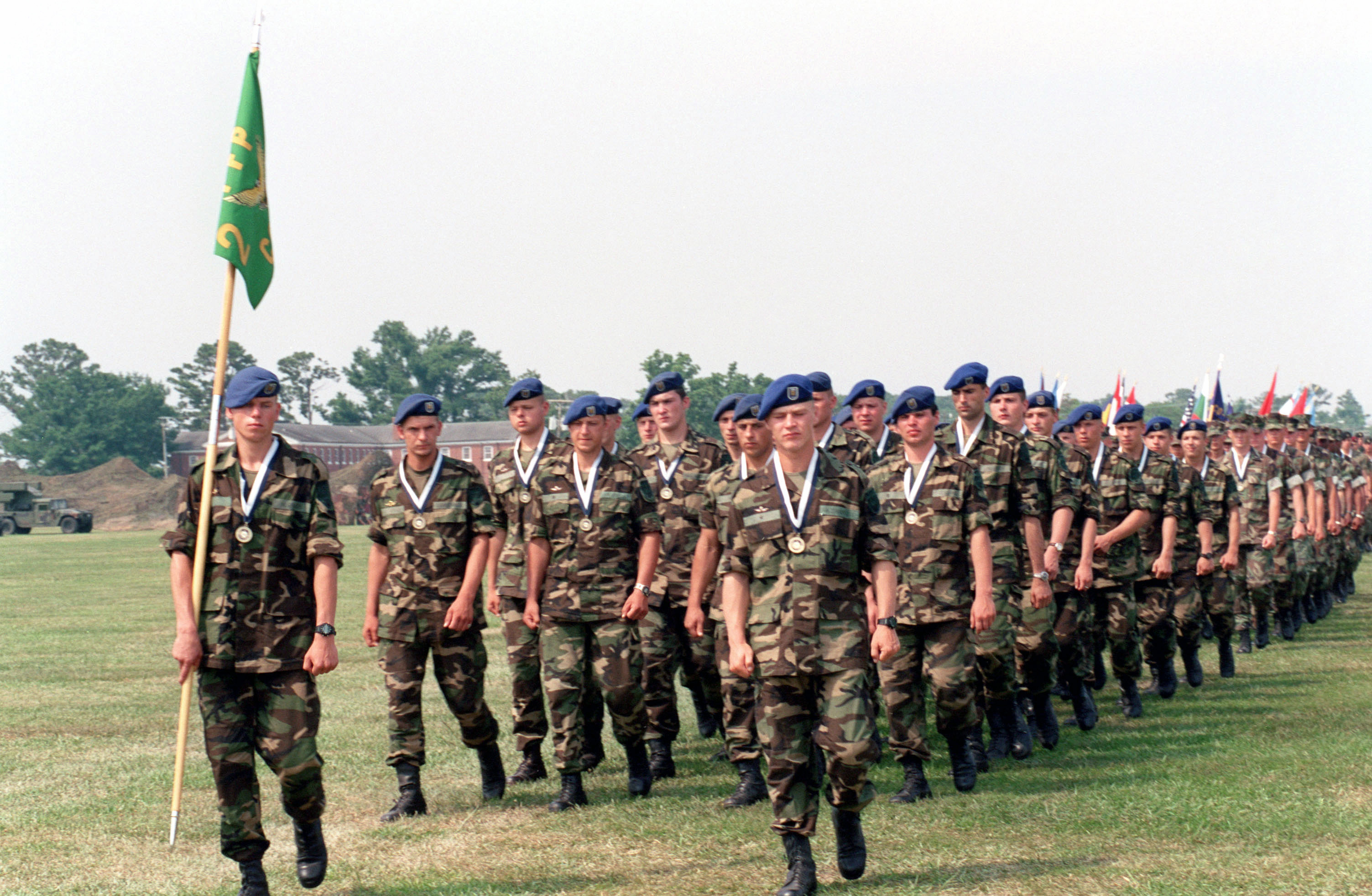

حملة عسكرية هي مصطلح عسكري حربى والحملة العسكرية تُطَبَّق على نطاق واسع وخلال الحملة العسكرية تتضمن سلسلة مترابطة من العمليات العسكرية أو المعارك الحربية التي تشكل وتحسم وتحدد أكبر جزء من الصراع الذي يسمى الحرب.

## التعريف
الحملة العسكرية هي مرحلة من مراحل الحرب التي تشمل سلسلة من العمليات ذات الصلة في الزمان والمكان والهدف واحد في اتجاه محدد، أو تؤدي إلى الهدف الاستراتيجي في الحرب.
ويمكن أن تشمل حملة معركة واحدة، ولكن غالباً ما تنطوي عليه من عدد من المعارك على مدى فترة طويلة من الزمن أو لمسافة كبيرة، ولكنها تكون في بلد واحد في مسرح العمليات أو حول المنطقة التي تدور بها الحرب. 
والحملة قد تستمر أسابيع قليلة فقط، ولكنها في العادة ما تستغرق عدة شهور أو حتى سنة.

## سير الحملة
تكون جميع العمليات العسكرية والتي تشمل مراحل :
- البداية-- فكرة واضحة عن الحملة العسكرية واهدافها السياسية والاقتصادية أو الاجتماعية أو البيئية.
- التخطيط-- حيث يقوم بالتخطيط هيئة الاركان العامة حيث تضع الأهداف، والوقت، ونطاق الحملة والتكلفة من الحملة
- التنفيذ-- تقوم الهيئة بتنسيق القوات والموارد اللوجستية والعمليات القتالية
- التحكم-- تقوم الهيئة رصد التقدم المحرز في هذه الحملة إذا ما قورنت إلى الخطة الأساسية
- الختام-- قبول أو رفض نتائج هذه الحملة من قبل هيكل القيادة

## تقييم الحملة
- تُقَيَّم بعد ذلك الحملة عسكرية على أساس مدي تحقيق الغايات والأهداف المخطط لها من خلال القتالية وغير القتالية.
- ومن خلال التقييم يتم تحديد خسائر القوات العسكرية المتحاربة في اطار الموارد المخطط لها.
- ويتم بعد ذلك تقييم نجاج أو فشل الحملة.